# Königwerq
Königwerq war eine deutsche Musikband aus Nordbaden.
Die Gruppe selbst bezeichnete ihren Musikstil als „de_pop!“. Dieser Begriff sollte damit ihre Absicht unterstreichen, authentische deutschsprachige Texte zu schreiben und zu singen. Diese Pop-Poesie verbanden sie mit Mainstream-Popmusik.

## Geschichte
Gegründet wurde Königwerq Anfang 2001 von Dania König und Mathias Kiefer. Nach einigen Umbesetzungen stieß 2002 Uli Sixt als Bassist zur Band. Dazu gesellten sich bald Carl-Michael Grabinger und Nico Schnepf. Bis Ende 2004 blieb die Band in dieser Besetzung zusammen und veröffentlichte gemeinsam die erste Single König des Leids. Uli Sixt verließ die Band kurz nach den Aufnahmen zum Debütalbum Königwerq, woraufhin sein Platz von Michael Paucker eingenommen wurde. Alle fünf Bandmitglieder sind ausgebildete Musiker, die entweder schon ihren Musikhochschulabschluss haben oder momentan noch an der Mannheimer Popakademie studieren.
Dania König aus Linkenheim-Hochstetten spielte schon vor der Bandgründung in einer Schülerband ihres Karlsruher Gymnasiums. Sie komponiert die Lieder und schreibt die Texte selbst, wobei sie vor allem beim zweiten Album von Königwerq von Michael Kiefer unterstützt wurde. Ihre erste Single König des Leids erschien im August 2004. Es handelt sich hierbei um eine deutsche Coverversion des Police-Klassikers King of Pain. Der Titel stieg in den Charts von SWR3, Radio Regenbogen und Bayern 3 bis auf Platz 1 und konnte sich in den Top 100 deutschen Airplaycharts platzieren. Auch die zweite Singleauskopplung Unschlagbar aus ihrem Debütalbum erreichte den ersten Platz der Hörercharts von Radio Regenbogen und Hit1 sowie Platz 2 bei SWR3. Mit diesem Titel nahm die Band im März 2005 auch am deutschen Vorentscheid für den Eurovision Song Contest teil. Das Album Königwerq selbst wurde zusammen mit dem dritten Song im Frühsommer 2005 veröffentlicht.
Ende 2005 entschieden sich Carl-Michael Grabinger, Michael Paucker und Nico Schnepf, die Band zu verlassen, um eigene Projekte zu starten. Anfang 2006 stießen die verbliebenen Mitglieder auf der Suche nach Musikern für die Produktion des zweiten Albums auf Tobias Held und Marius Goldhammer. Der Schlagzeuger und der Bassist fügten sich jedoch so gut in das musikalische Gefüge der Band ein, dass sie beschlossen, in die Gruppe einzusteigen. Für ihre Live-Auftritte engagiert die Band zusätzlich einen Keyboarder.
Das zweite Album Es ist an der Zeit wurde am 17. August 2007 veröffentlicht. Die erste Single wurde bereits Ende November 2006 im Radio gespielt. Was wäre wenn knüpft an den Stil des ersten Albums an. Sie wurde wie ihre Vorgänger in die SWR3-Hörercharts gewählt und schaffte ebenfalls den Sprung auf Platz 1. Was wäre wenn ist am 10. August, eine Woche vor dem dazugehörigen Album als Downloadsingle erschienen.
In limitierter Auflage sind 2007 kleine Promo-CDs für eine Werbekampagne erschienen.

## Diskografie

### Alben
- Königwerq (11. Juli 2005)
- Es ist an der Zeit (17. August 2007)

### Singles
- König des Leids (9. August 2004)
- Unschlagbar (14. März 2005)
- Zukunftsmusik (12. Juli 2005)
- Was wäre wenn (10. August 2007)
- Träum ich (14. Dezember 2007)